# David Trimble
William David Trimble, baró de Trimble, PC (Belfast, 15 d'octubre de 1944-Belfast, 25 de juliol de 2022) va ser un polític nord-irlandès, líder del Partit Unionista de l'Ulster (UUP), Primer Ministre d'Irlanda del Nord, parlamentari i membre de l'Assemblea d'Irlanda del Nord. El 1998 va compartir el Premi Nobel de la Pau amb John Hume, del Partit Socialdemòcrata i Laborista (SDLP).

## Trajectòria

### Orígens i educació
Trimble va néixer a Belfast el 15 d'octubre de 1944 com a fill del matrimoni format per William i Ivy Trimble, una família prebisteriana de classe mitjana que vivia a Bangor. Va estudiar a la Bangor Grammar School entre 1956 i 1963. Posteriorment, va estudiar a la Universitat de la Reina de Belfast (Queen's University of Belfast) entre 1964 i 1968, on va ser premiat amb la Medalla McKane a la jurisprudència. Es va llicenciar en Dret amb «honors de primera classe», el primer en tres anys d'universitat, i es va convertir en bachelor of Laws. A partir d'aleshores va començar a impartir classes en aquella universitat.

### Vida política
Fou escollit per participar en la Convenció d'Irlanda del Nord el 1975 en nom del Partit Unionista Progressista d'Avantguarda per la circumscripció de Belfast Sud i, durant algun temps, va ocupar el paper de portaveu del partit. Fou escollit diputat del Parlament de Westminster en unes eleccions anticipades representant la circumscripció d'Upper Bann el 1990. El 1995 va ser escollit contra tot pronòstic cap del Partit Unionista, derrotant el seu oponent John Taylor. La seva elecció com cap del partit va arribar després de la seva participació com líder en una enormement polèmica marxa de l'Orde d'Orange, de la qual és membre, pel centre d'un enclavament catòlic de Portadown, que es va desenvolupar en un clima de violència generalitzada al Comtat d'Armagh, el cor de la circumscripció d'Upper Bann.
Trimble es va oposar a les labors del senador nord-americà George Mitchell, que va presidir les converses multilaterals que van culminar en els Acords de Divendres Sant de 1998. Toti i això, Trimble va ser considerat un personatge fonamental en l'acceptació de l'acord per part del seu partit. A la fi de 1998, Trimble i John Hume van rebre el Premi Nobel de la Pau pels seus esforços per a trobar una solució pacífica al conflicte irlandès. Poc després va ser escollit representant en l'Assemblea d'Irlanda del Nord, i més tard Primer ministre del país. No obstant això, els problemes derivats del desarmament de l'IRA Provisional van fer que el seu mandat fos interromput en diverses ocasions: 
- De l'11 de febrer al 30 de maig de 2000 les funcions del Primer ministre van ser suspeses.
- L'1 de juliol de 2001 va dimitir del seu càrrec, encara que va ser reelegit el 5 de novembre del mateix any.
- Les funcions del Primer ministre van ser suspeses el 14 d'octubre de 2002.

El 2003 el Partit Demòcrata Unionista va passar a ser la primera força política unionista d'Irlanda del Nord en les eleccions generals. El Partit Unionista de l'Ulster només va poder aconseguir retenir un escó al Parlament de Westminster i divuit al Parlament nord-irlandès. El 7 de maig de 2005 va dimitir del seu càrrec de líder del partit unionista. El 25 de juliol de 2022 va morir en un hospital de Belfast, als setanta-set anys.